# یان موخو
یان پیتر موخو (چکی: Jan Peter Muchow؛ زادهٔ ۲۱ ژوئن ۱۹۷۱) موسیقی‌دان، آهنگساز، تهیه‌کننده موسیقی، کارگردانِ موزیک‌ویدئو و هنرپیشه اهل جمهوری چک است.
از فیلم‌ها یا برنامه‌های تلویزیونی که وی در آن نقش داشته است، می‌توان به مردان امیدوار اشاره کرد.